# Olympische Sommerspiele 1948/Leichtathletik – 5000 m (Männer)

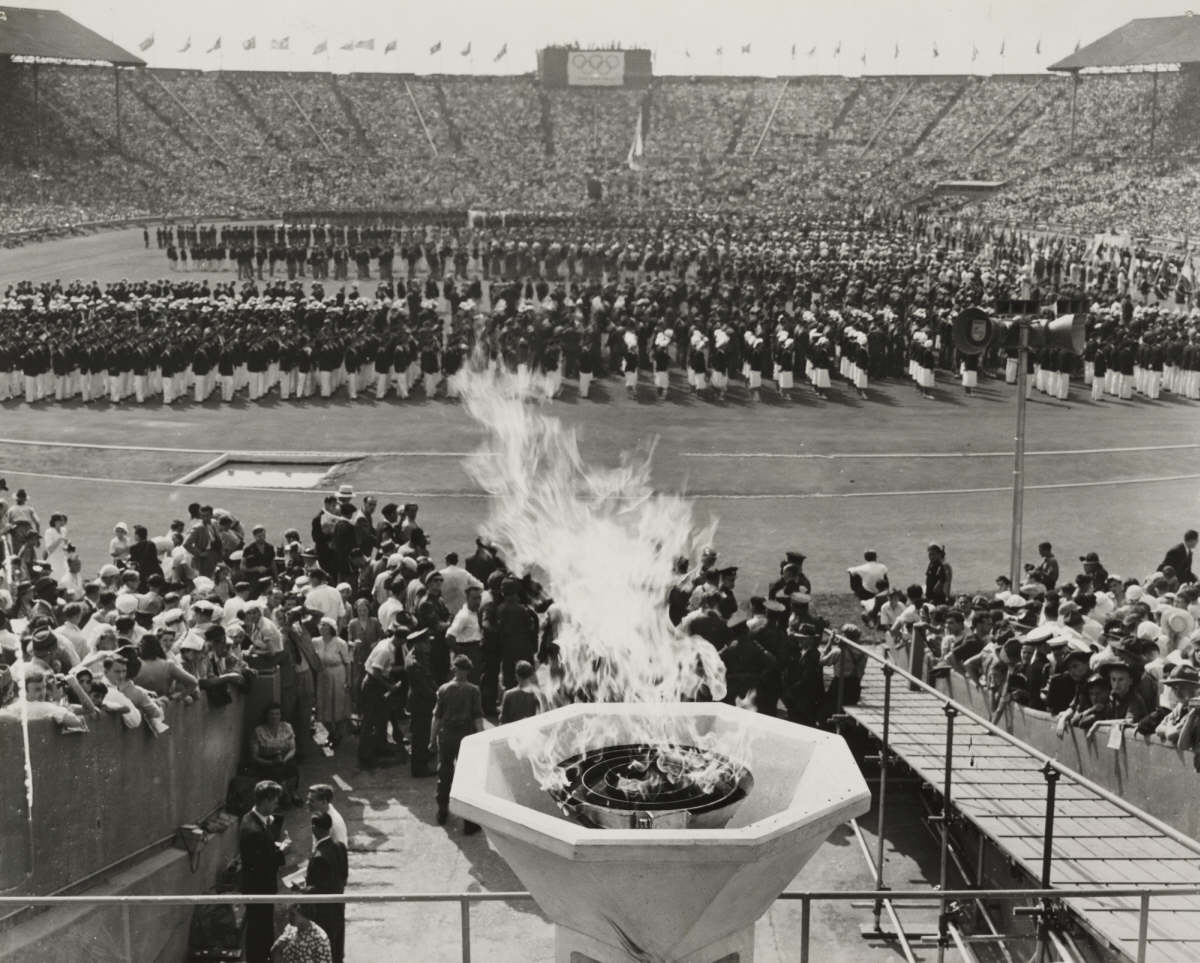
Eröffnungsfeier bei den Olympischen Spielen in London

Der 5000-Meter-Lauf der Männer bei den Olympischen Spielen 1948 in London wurde am 31. Juli und 2. August 1948 im Wembley-Stadion ausgetragen. 33 Athleten nahmen teil.
Olympiasieger wurde der Belgier Gaston Reiff vor dem Tschechoslowaken Emil Zátopek. Bronze gewann Willem Slijkhuis aus den Niederlanden.

## Rekorde

### Bestehende Rekorde
| Weltrekord         | 13:58,2 min | Gunder Hägg ( Schweden)    | Göteborg, Schweden                | 20. September 1942 |
| Olympischer Rekord | 14:30,0 min | Gunnar Höckert ( Finnland) | Finale OS Berlin, Deutsches Reich | 7. August 1936     |

### Rekordverbesserung
Der belgische Olympiasieger Gaston Reiff verbesserte den bestehenden olympischen Rekord im Finale am 2. August um 12,4 Sekunden auf 14:17,6 min. Den bestehenden Weltrekord verfehlte er um 19,4 Sekunden.

## Durchführung des Wettbewerbs
Die Athleten traten am 31. Juli zu drei Vorläufen an, aus denen sich die jeweils vier besten Läufer – hellblau unterlegt – für das Finale am 6. August qualifizierten.

## Vorläufe
31. Juli 1948, 16:00 Uhr

Es sind nicht alle Zeiten überliefert.

### Vorlauf 1

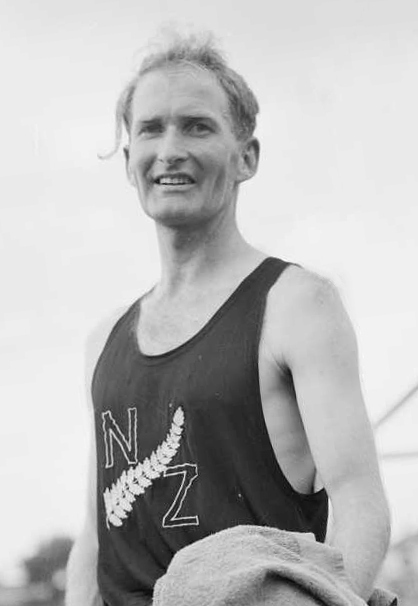
Harold Nelson – ausgeschieden als Sechster des ersten Vorlaufs

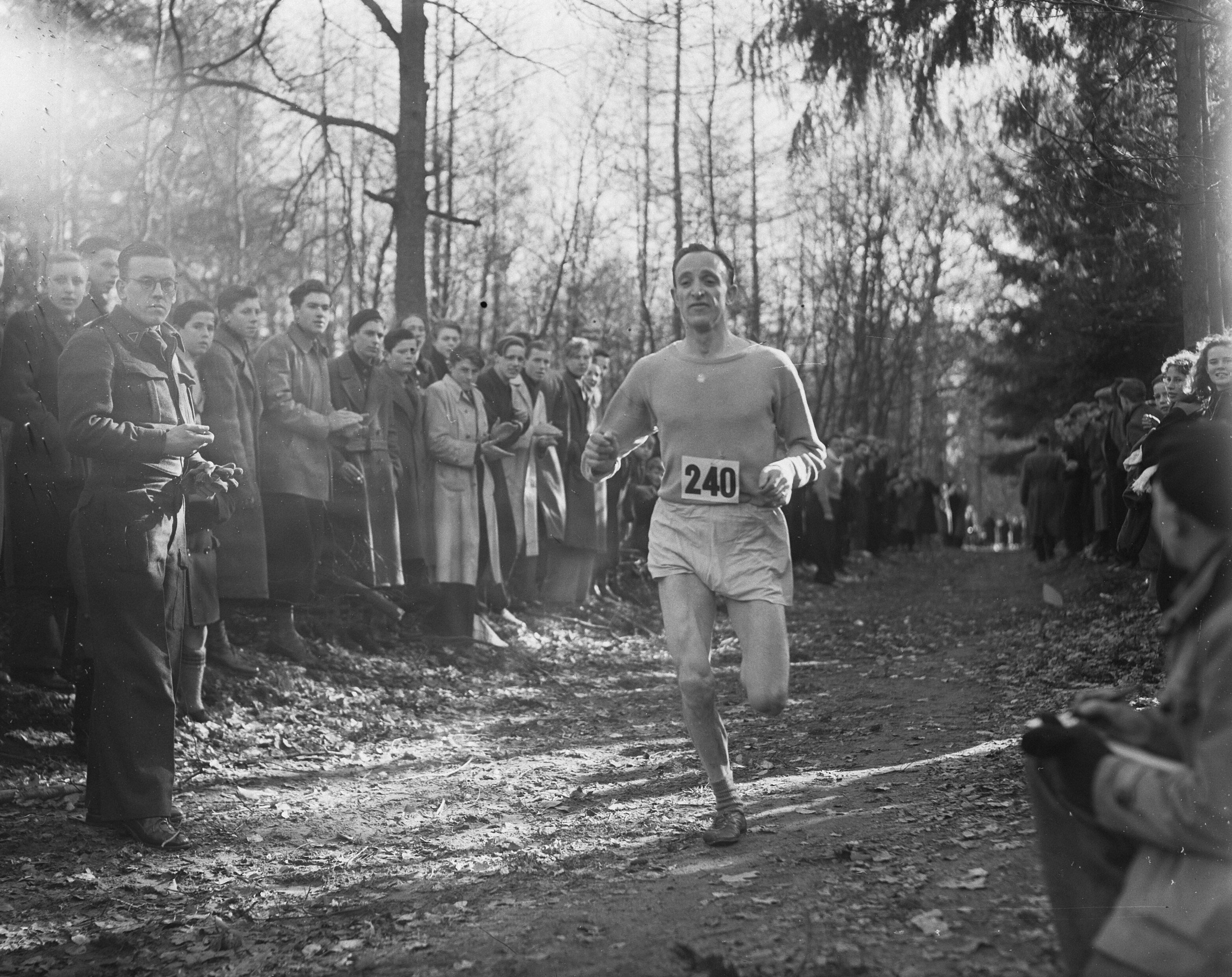
Jef Lataster – hier bei einem Crosslauf im Jahr 1950 – ausgeschieden als Siebter des ersten Vorlaufs

| Platz | Name                      | Nation              | Zeit        |
| ----- | ------------------------- | ------------------- | ----------- |
| 1     | Evert Nyberg              | Schweden            | 14:58,2 min |
| 2     | Väinö Koskela             | Finnland            | 14:58,3 min |
| 3     | Curtis Stone              | USA                 | 14:58,6 min |
| 4     | Marcel Vandewattyne       | Belgien             | 15:14,0 min |
| 5     | Jacques Vernier           | Frankreich          | 15:29,8 min |
| 6     | Harold Nelson             | Neuseeland          | 15:34,4 min |
| 7     | Jef Lataster              | Niederlande         | 15:39,0 min |
| 8     | Jack Braughton            | Großbritannien      | k. A.       |
| 9     | Cliff Salmond             | Kanada              | 16:05,0 min |
| 10    | Manny Ramjohn             | Trinidad und Tobago | k. A.       |
| DNF   | John Joe Barry            | Irland              |             |
| DNF   | Aage Poulsen              | Dänemark            |             |
| DNS   | Constantino Miranda Justo | Spanien             |             |

### Vorlauf 2
| Platz | Name                   | Nation           | Zeit        |
| ----- | ---------------------- | ---------------- | ----------- |
| 1     | Erik Ahldén            | Schweden         | 14:34,2 min |
| 2     | Emil Zátopek           | Tschechoslowakei | 14:34,4 min |
| 3     | Väinö Mäkelä           | Finnland         | 14:45,8 min |
| 4     | Martin Stokken         | Norwegen         | 15:04,4 min |
| 5     | Maurice Pouzieux       | Frankreich       | 15:09,8 min |
| 6     | Gregorio Rojo          | Spanien          | 15:19,0 min |
| 7     | Bill Lucas             | Großbritannien   | k. A.       |
| 8     | Lou Wenao              | China            | k. A.       |
| 9     | Vasilios Mavrapostolos | Griechenland     | k. A.       |
| 10    | Sim Bok-seok           | Südkorea         | k. A.       |
| DNF   | Mustafa Özcan          | Türkei           |             |
| DNF   | Clarence Robison       | USA              |             |

### Vorlauf 3

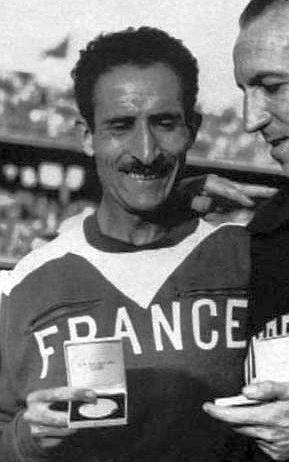
Alain Mimoun – hier nach seinem Marathon-Olympiasieg 1956 – schied als Sechster des dritten Vorlaufs aus

| Platz | Name              | Nation         | Zeit        |
| ----- | ----------------- | -------------- | ----------- |
| 1     | Willem Slijkhuis  | Niederlande    | 15:06,8 min |
| 2     | Gaston Reiff      | Belgien        | 15:07,0 min |
| 3     | Bertil Albertsson | Schweden       | 15:07,8 min |
| 4     | Helge Perälä      | Finnland       | 15:07,8 min |
| 5     | Jerry Thompson    | USA            | 15:08,4 min |
| 6     | Alain Mimoun      | Frankreich     | 15:11,2 min |
| 7     | Alec Olney        | Großbritannien | k. A.       |
| 8     | Martín Alarcón    | Mexiko         | k. A.       |
| 9     | Ernst Günther     | Schweiz        | k. A.       |
| DNS   | Martin Egan       | Irland         |             |
| DNS   | Ricardo Bralo     | Argentinien    |             |
| DNS   | Jakob Kjersem     | Norwegen       |             |

## Finale
2. August 1948, 17:00 Uhr
| Platz | Name                | Nation           | Zeit        | Anmerkung |
| ----- | ------------------- | ---------------- | ----------- | --------- |
| 1     | Gaston Reiff        | Belgien          | 14:17,6 min | OR        |
| 2     | Emil Zátopek        | Tschechoslowakei | 14:17,8 min |           |
| 3     | Willem Slijkhuis    | Niederlande      | 14:26,8 min |           |
| 4     | Erik Ahldén         | Schweden         | 14:28,6 min |           |
| 5     | Bertil Albertsson   | Schweden         | 14:39,0 min |           |
| 6     | Curtis Stone        | USA              | 14:39,4 min |           |
| 7     | Väinö Koskela       | Finnland         | 14:41,0 min |           |
| 8     | Väinö Mäkelä        | Finnland         | 14:43,0 min |           |
| 9     | Marcel Vandewattyne | Belgien          | k. A.       |           |
| 10    | Martin Stokken      | Norwegen         | k. A.       |           |
| 11    | Helge Perälä        | Finnland         | k. A.       |           |
| DNF   | Evert Nyberg        | Schweden         |             |           |

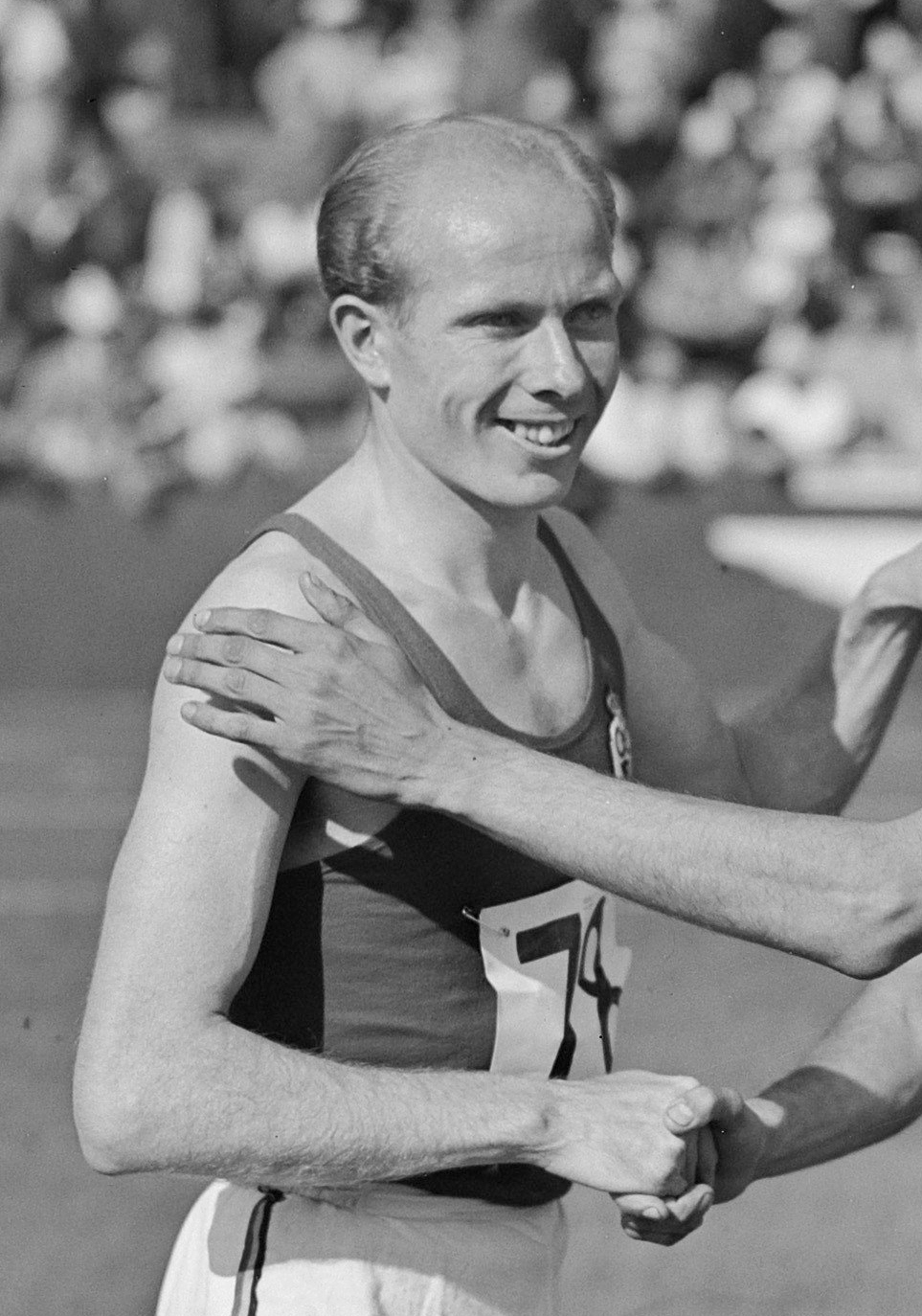
Olympiasieger Gaston Reiff

Das Finale bestritten sieben Skandinavier, davon jeweils drei Schweden und Finnen. Den Rest des Starterfeldes bildeten zwei Belgier, ein Niederländer, ein Tschechoslowake und ein US-Amerikaner. Gunder Hägg aus Schweden war wie über 1500 Meter der Weltrekordhalter. Da er gegen den Amateurstatus verstoßen hatte, war er auch im Wettbewerb über 5000 Meter nicht startberechtigt. Der amtierende Europameister Sydney Wooderson aus Großbritannien war verletzt.
Von Beginn an machte der Gewinner des 10.000-Meter-Rennens Emil Zátopek das Tempo, dem nur der Belgier Gaston Reiff, der Schwede Erik Ahldén und der Niederländer Willem Slijkhuis, Dritter über 1500 m, zu folgen vermochten. In der neunten Runde zog Reiff einen Zwischenspurt an, der ihm einen deutlichen Vorsprung vor seinen Verfolgern einbrachte. Zu Beginn der letzten Runde führte er mit ca. zwanzig Metern vor Slijkhuis und fast fünfzig Metern vor dem müde wirkenden Zátopek. Doch nun ging ein Ruck durch Zátopek. Er überholte Slijkhuis und kämpfte sich sogar noch an Reiff heran, der jedoch das Rennen mit knappem Vorsprung gewinnen konnte.
Gaston Reiff gewann die erste Goldmedaille Belgiens in der Leichtathletik.

Emil Zátopek errang die erste tschechoslowakische Medaille in dieser Disziplin.

Erstmals gab es keinen skandinavischen Medaillengewinner.

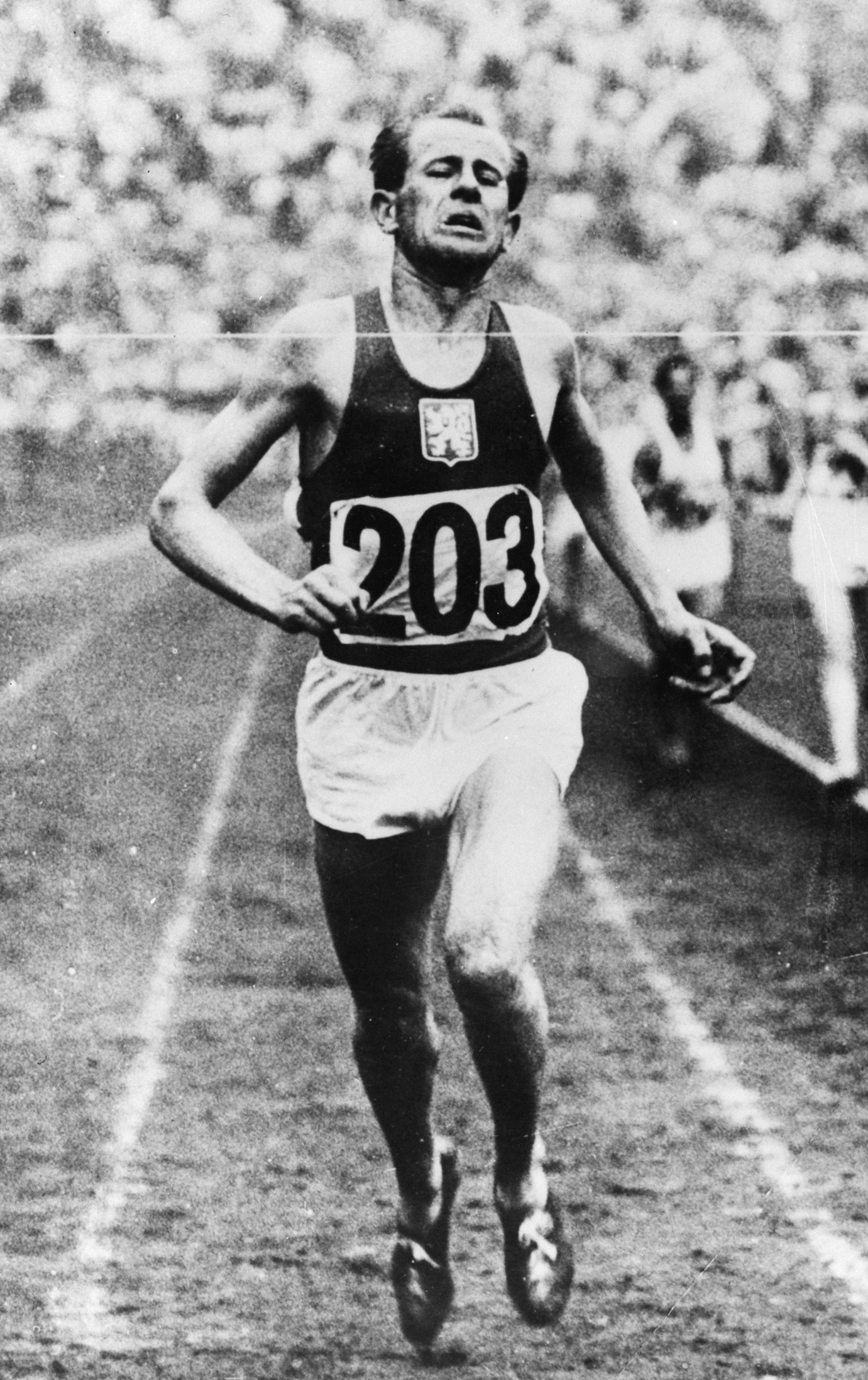
Emil Zátopek – nach Gold über 10.000 Meter drei Tage zuvor gab es nun Silber für ihn
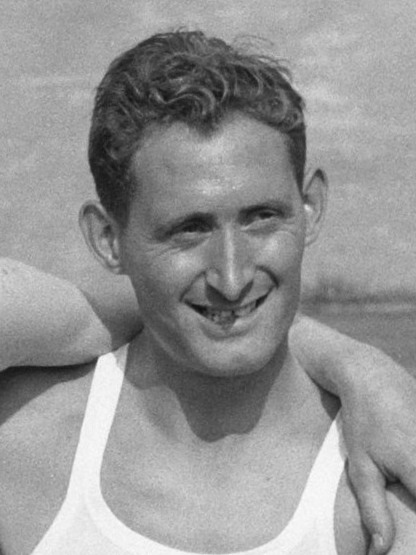
Willem Slijkhuis gewann die erste von zwei Bronzemedaillen bei diesen Spielen – die zweite gab es vier Tage später über 1500 Meter
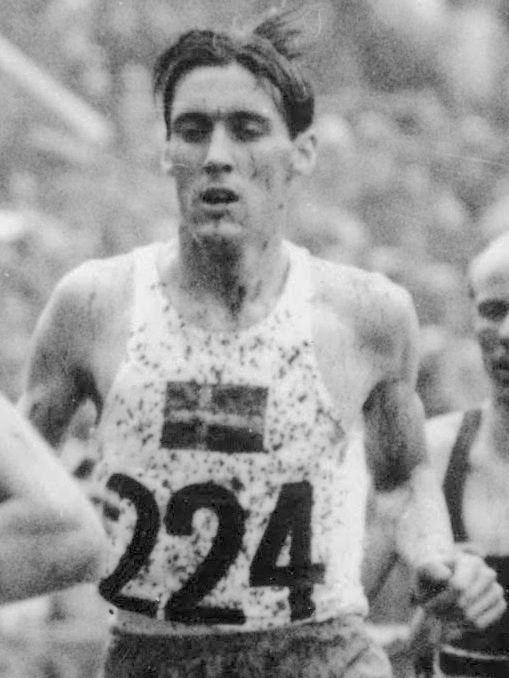
Rang vier für Eric Ahldén

## Videolinks
- A Breathtaking finish between Emil Zátopek and Gaston Reiff in the 5,000m - London 1948 Olympics, youtube.com, abgerufen am 23. Juli 2021
- The Olympic Games (1948) | BFI National Archive, Bereich 6:59 min bis 8:02 min, youtube.com, abgerufen am 23. Juli 2021